# パッチパネル

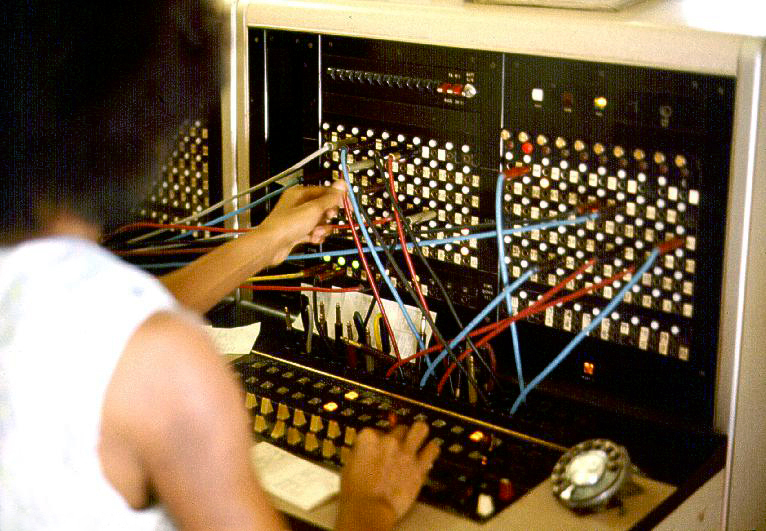
手動電話交換台のパッチパネル（1975年）

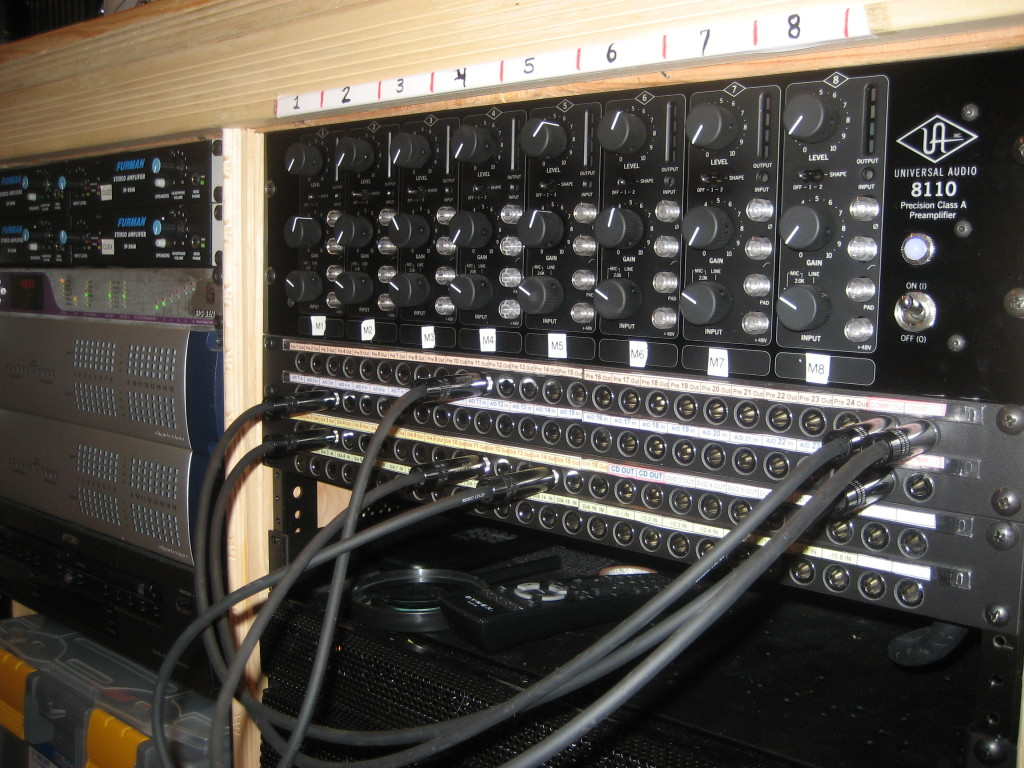
ラック中段、オーディオ用パッチベイ

パッチベイ

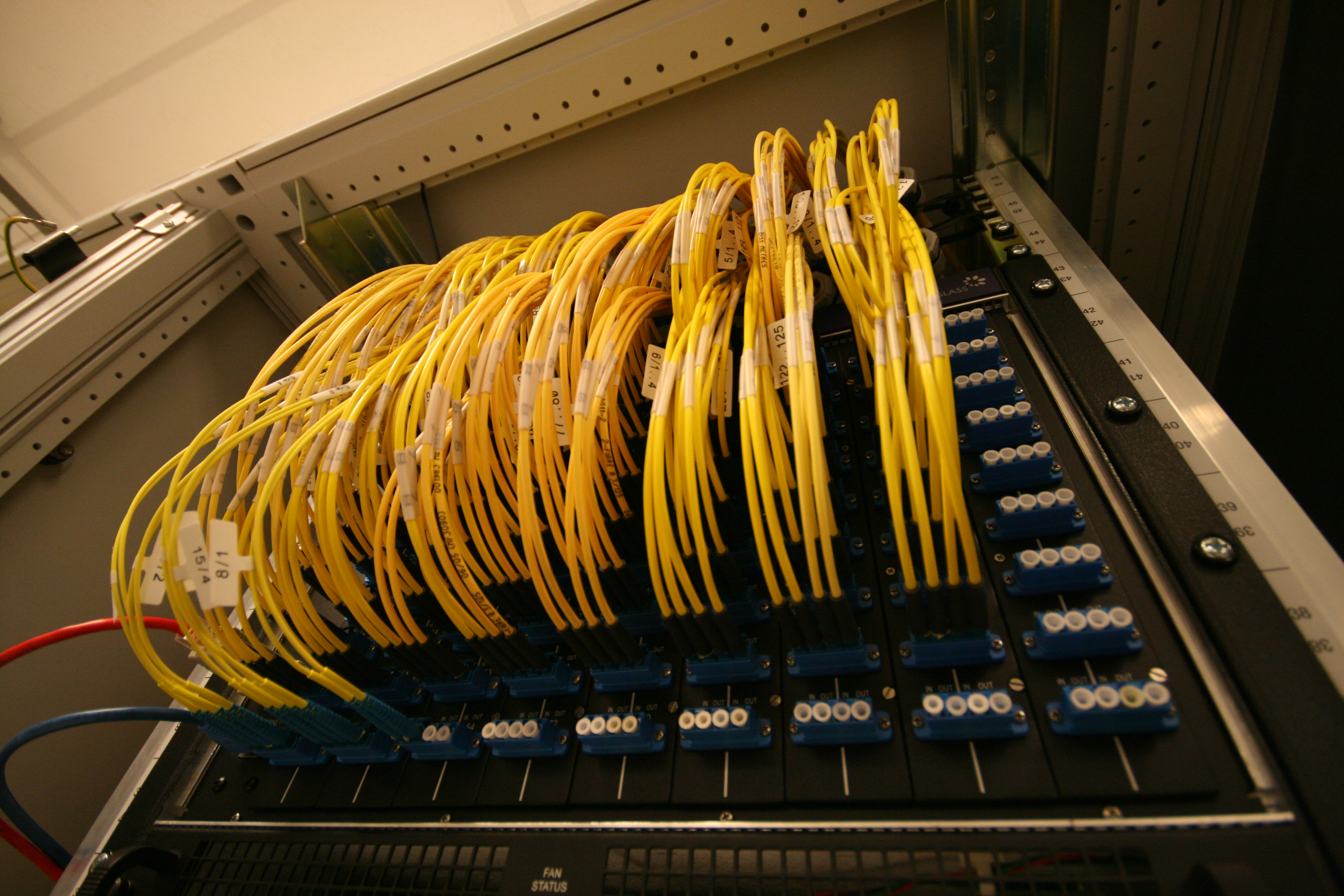
光ファイバー用パッチパネル

パッチパネル（英: patch panel）あるいはパッチボード（英: patch board）あるいはパッチベイ（英: patch bay）あるいはジャックフィールド（英: jack field）とは、接続部のジャック（メス側）を多数配置し、回路の選択を容易にするパネル（ボード）である。一般に、パネル前面に多数配置されたジャック（の穴）に、（何らかの機器から伸びた）ケーブル（＝「パッチケーブル」）のプラグ側を、手で差し込む。日本語ではパッチ盤とも呼称される。近年のものは通常は19インチラックにマウント可能なサイズに作られている。
パッチパネルを用いると、スイッチ装置を使わずに簡便に、電気回路を構成させる配線を（多数選択肢の中から）選択できる。これによって、たとえば通信回線などの選択や変更が容易になり、運用や保守が容易になる。利用例のひとつに、（自動電話交換機以前の）手動の電話交換台がある。手動電話交換台では、交換手はパッチパネル（＝「交換台」）の前に座り、管内からの発呼あるいは代表回線への着呼を受け、発信側からの要求（「この電話を○○○○番に繋いでください」などといった要求）に応じ、求められた接続先（回線）に対応するジャックにプラグを差し込む、というものである。

## 用途とコネクタ
パッチパネルは、一般に、各種機器の相互接続をそれなりに頻繁に変更する必要がある場合に使われ、例えば電話交換機（電話やデータ通信）、また各種音響機器（スタジオや録音スタジオの音響機器、初期のアナログシンセサイザー）や映像機器（放送局、放送スタジオ機器）などで使われている。
コネクタの形状も様々で、前面と後面で違う形状になっている場合も多い。後面が複合型コネクタで、前面が個別のコネクタの場合、ブレイクアウトボックスとも呼ぶ。例えば、DB25コネクタを8チャンネルの平衡接続オーディオで使用していて、これをブレイクアウトボックスで変換して、前面には8個のXLRタイプコネクターやフォーンコネクタを配置する場合がある。
パッチパネルはその柔軟性から、各種電気回路（dc、VF、グループ、同軸、平衡接続、デジタル信号回路など）のルーティングや復旧に使われる。パッチパネルは規格の変換にも使われ、1つのパネル上に様々な形状のコネクタを配置することもある。
電話およびデータ通信では、パッチパネルとして66ブロック、110ブロックといったパンチブロックがよく使われる。これは導線を素早く配線できる絶縁変位コネクタを並べたもので、通常のコネクタではない。音響関係では、TRSフォーンコネクタを前面に並べたものが今もよく使われている。
最近ではルーターを使った実装もあり、各種コンフィギュレーションを即座に切り替え可能になっている。パッチパネルはルーターの物理的バックアップとして依然として存在していることが多い。
ビデオ用パッチパネルは、SDI（シリアルデジタルインタフェース）、HDTV、アナログの手動ルーティングに必要とされる。この用途のコネクタには様々なものがあり、隣接する端子間を接続するUリンクと呼ばれる器具もよく使う。通常、パネルの上から下に信号が流れていくような配置になっていて、背後でそのように接続されている場合もあれば、Uリンクを使う場合もある。経路は必要に応じて変更可能である。このようなパネルはドルビー5.1チャンネル音響信号でも使う。
音響用パッチパネルも信号は異なるが似たような原則に従う。音響信号にはアナログまたはAES/EBU（デジタル）がある。ケーブルやコネクタはアナログでもデジタルでも同じものが使えるが、アナログの場合には同相信号除去のための3線平衡システムが必要になる。

## フルノーマルとハーフノーマル
パッチパネルには「フルノーマル」と「ハーフノーマル」と呼ばれる区別がある。「ノーマル」とはパネルの上と下のジャックが背後で相互接続されていることを意味する。ハーフノーマルの場合、出力側のジャックに接続しても上下の相互接続はそのままで信号は下にも流れ、入力側のジャックにも接続した場合は上下の相互接続が切れる。一方、フルノーマルでは、上下どちらかに接続しただけで相互接続が切れる。

## スイッチとの比較
用途によっては、専用スイッチング装置がパッチパネルの代替になる。スイッチング装置はボタンを押すように簡単にルーティングを変更でき、信号を同時に複数のあて先に送信するなどパッチパネルのような利点を提供できる。ただし、パッチパネルに比較すると高価である。
例えば、S端子16個のパッチパネルと8本のパッチケーブル（8入力、8出力）で約300ドルになる。これと同じ規模（8×8）のS端子スイッチング装置は2000ドルから4000ドルになる。ただし、後者の方には付加機能がある。音響やビデオ向けのスイッチング装置も各種ある。ただし、パッチパネルの代替となる装置は若干特殊である。他にもケーブルテレビ、電話、ネットワーク、電力など様々な用途のスイッチング装置がある。
スイッチング装置は電子式、機械式、電気機械式がある。コンピュータその他の外部機器から制御できるものもある。自動化され事前設定された運用が可能なものもある。デジタル信号の場合、コンピュータ上のソフトウェアで同等の機能を提供するものもある。